# Петрусенко Іван Васильович
Іван Васильович Петрусенко (22 серпня 1919, Тулиголове (з 2020 року - Конотопський район), Сумська область — 21 серпня 2001, с. Сліпород Глухівського району (нині Глухівської міської громади Шосткинського району Сумської області) — бригадир колгоспу імені Леніна Глухівського району Сумської області Української РСР.

## Біографія
Народився 22 серпня 1919 року в селі Тулиголове Кролевецького району Сумської області в селянській родині. Українець.
Закінчив початкову школу в селі Тулиголове, а в 1934 році — середню школу в селі Дубовичі Кролевецького району. Працював у колгоспі.
У 1939 році був призваний до Червоної Армії. Учасник Німецько-радянської війни з червня 1941 року. Служив на посаді механіка по озброєнню.Член ВКПб/КПРС з 1942 року. Після війни старшина І. В. Петрусенко був демобілізований.
Повернувся на батьківщину. Працював у селі Сліпород Глухівського району. У 1953 році очолив комплексну бригаду колгоспу імені Леніна Глухівського району.
І. В. Петрусенко був ініціатором створення постійної механізованої ланки з виробництва торфо-гнійних і торфо-мінеральних компостів, що давало можливість збирати по 20-30 центнерів з гектара зернових, 300 центнерів з гектара і більше цукрових буряків, не менше 10-13 центнера з гектара волокна конопель. Так, у 1965 році його бригада зібрала по 27,6 центнера зернових, 279 центнерів цукрових буряків і по 13,3 центнера волокна конопель з гектара.
Указом Президії Верховної Ради СРСР від 30 квітня 1966 року за успіхи, досягнуті в збільшенні виробництва і заготівель соняшника, льону, коноплі, хмелю та інших технічних культур Петрусенку Івану Васильовичу було присвоєно звання Героя Соціалістичної Праці з врученням ордена Леніна і золотої медалі «Серп і Молот».
Комплексна бригада І. В. Петрусенко продовжувала ставити нові рекорди, збираючи з гектара до 40 центнерів зернових і по 400—500 центнерів цукрових буряків. Так, у 1975 році було зібрано по 33 центнери з гектара зерна, 434 центнера з гектара силосної маси, 220 центнерів з гектара картоплі, 55 центнерів з гектара конопель, 500 центнерів з гектара буряків.
Бригада підтримувала тісні зв'язки із Всесоюзним науково-дослідним інститутом луб'яних культур, що працював у місті Глухів.
Комплексна бригада І. В. Петрусенко за всіма показниками була однією з найкращих в Сумській області.
І. В. Петрусенко — неодноразовий учасник Виставки досягнень народного господарства СРСР.
Обирався депутатом Сумської обласної, Глухівського міської та районної рад, був делегатом партійного з'їзду.
Жив у селі Сліпорід. Помер 21 серпня 2001 року. Похований у селі Сліпорд, що в складі Глухівської міської ради. 
Нагороджений 2 орденами Леніна, орденами Вітчизняної війни 1-го ступеня, Трудового Червоного Прапора, Червоної Зірки, медалями, в тому числі медалями «За відвагу» і «За бойові заслуги».
У селі Сліпорід на будинку, в якому жив Герой, встановлена меморіальна дошка.